# 暁なつめ
暁 なつめ（あかつき なつめ）は、日本のライトノベル作家、漫画原作者。福井県越前市出身。代表作は『この素晴らしい世界に祝福を！』。

## 来歴
2012年、第8回MF文庫Jライトノベル新人賞に、処女作品『ドラゴンたらし』を、ペンネーム「夏希秀明」で応募。しかし第二次選考落ちする。
その後、小説投稿サイト「小説家になろう」にて、ユーザネームを「夏希秀明」として活動を開始する。
2012年8月19日、作品別の作者名設定を「戦闘員三号」として、『戦闘員、派遣します』を投稿。本作は、2012年9月10日に全68部分で完結した。
同じく2012年9月に、作品別の作者名設定を「陽気なアメリカ人」として、『最強の刀鍛冶』を投稿。後に、小説家になろうのユーザーを退会する。
しばらくして、ユーザネームを「自宅警備兵」として新規アカウントを作り、再び小説家になろうでの活動を開始する。
『忍者が異世界入り』を投稿。後に作品の公開が停止された。2013年2月1日には再公開された。
2012年12月20日、『この素晴らしい世界に祝福を！』の連載を開始。2013年10月21日に全124部分で完結する。後に書籍化が発表された。
2013年12月10日、『この素晴らしい世界に祝福を！』の書籍化に際して、小説家になろうでの本作の投稿小説が削除された。
2013年3月27日、『この素晴らしい世界に祝福を！』の外伝『仮面悪魔が見る夢は』を小説家になろうにて投稿する。同作は、2016年4月1日に『この仮面の悪魔に相談を！』として書籍化された。
2013年10月1日、書籍として『この素晴らしい世界に祝福を！』を角川スニーカー文庫より刊行し、暁なつめ名義でプロ小説家デビューする。
2014年5月2日、暁なつめ本人のブログ「四畳半から見える月」の作品置場にて、処女作『ドラゴンたらし』が『どらごんたらし』として公開された。
2017年11月1日、『戦闘員、派遣します！』（角川スニーカー文庫）を刊行。

## 人物
『この素晴らしい世界に祝福を！』にて編集を務めた笹尾明正は、MANTANWEBのインタビューに対して酒が好きな作家と答えている。
飛行機が大の苦手で、本人によれば「生まれてから一回も乗ったことがない」。「このすば」のヒットで日本国外のコンベンションなどからの誘いも多いが、これが理由ですべて断っている。
地元・福井県には強いこだわりがあり、「このすば」の作中にカニが出てくるのも、地元の名産であるエチゼンガニをアピールしたいという思いが背景にある。

## 作品リスト

### 小説
- この素晴らしい世界に祝福を！（『角川スニーカー文庫』、イラスト：三嶋くろね、全20巻）[12]
  - この素晴らしい世界に爆焔を！（『角川スニーカー文庫』、イラスト：三嶋くろね、全3巻）[12]
  - この仮面の悪魔に相談を！（『角川スニーカー文庫』、イラスト：三嶋くろね、全1巻）[12]
  - 続・この素晴らしい世界に爆焔を！（『角川スニーカー文庫』、イラスト：三嶋くろね、全2巻）[12]
- 戦闘員、派遣します！（『角川スニーカー文庫』、イラスト：カカオ・ランタン、既刊7巻）[13]

### 漫画原作
- けものみち（『少年エース』、作画：まったくモー助・夢唄、全14巻）

### その他
- Re:ゼロから始める異世界生活 （アニメ予告ナレーションテキスト（第18話、第25話））
- 戦闘員、派遣します！ （アニメ脚本協力（第10話））